# Johann Hermann Joseph von Caspars zu Weiss
Freiherr Johann Hermann Joseph von Caspars zu Weiss (* 5. März 1744 in Köln; † 15. August 1822 in Köln) war von 1801 bis 1822 General- und Kapitularvikar des Erzbistums Köln.

## Leben
Caspars gehörte einer Kölner Patrizierfamilie an. In der Stadt erhielt er eine geistliche Ausbildung und bald verschiedene Pfründen an angesehenen Stiften. 1782 war er Dechant zu St. Georg, Thesaurar zu St. Gereon und Stiftsherr zu St. Maria im Capitol.
Am 27. Juli 1801 wurde er nach dem Tod von Erzbischof Maximilian Franz von Österreich einstimmig zum Kapitularvikar gewählt. Infolge der auf Basis des französischen Konkordats vom 15. Juli 1801 erlassenen Bulle vom 29. November 1801 wurde die Kölner Erzdiözese auf dem an Frankreich abgetretenen linken Rheinufer zu Gunsten des neu gestifteten Bistums Aachen aufgehoben. Die Güter der Erzdiözese Köln auf dem erhalten gebliebenen Gebiet des rechten Rheinufers wurden jedoch säkularisiert, so dass sich das Domkapitel aus Mangel an Einkünften zerstreute. Es schien Caspsers kaum noch möglich, eine geordnete kirchliche Verwaltung zu führen. 1805 wurde das Vikariat von Arnsberg nach Deutz verlegt. Auf Grund der geringen finanziellen Mittel führte Caspers die Amtsgeschäfte aus dem Hintergebäude des kleinen Gasthofs „Zum grünen Baum“.  Es gelang Caspars, die Dekanats- und Pfarrverwaltung zu erhalten und den rechtlichen Fortbestand des Domkapitels auf der Schäl Sick zu garantieren. Kraft päpstlicher Vollmacht ernannte er seinen Sekretär, den Apostolischen Protonotar Johann Wilhelm Schmitz zu seinem Nachfolger.